# 薩爾帕湖
47°27′29″N 45°06′53″E / 47.4581°N 45.1147°E
薩爾帕湖（俄语：Сарпа），是俄羅斯的鹹水湖，位於該國西南部，由卡爾梅克共和國負責管轄，長56公里、寬3公里，該湖泊面積23.5平方公里，平均水深1米。